# Північно-Уренгойське нафтогазоконденсатне родовище
Північно-Уренгойське нафтогазоконденсатне родовище – гігантське родовище у Тюменській області Росії на Тазівському півострові.

## Геологічна інформація
Родовище відкрили у 1966 році. Унаслідок подальшої розвідки виявили вуглеводневі поклади у породах крейдового періоду:
- у відкладах сеноманського ярусу (верхня крейда), з якими пов’язані основні запаси;
- в пласті БУ8, що належить до нижньої частини готерівського ярусу (нижня крейда) та включається до нижньотангаловської підсвити тангаловської свити;
- в пластах БУ10-БУ11, які відносяться до верхньої частини валанжинського ярусу (нижня крейда). За однією з класифікацій це частина сортимської свити, за іншою – так-само тангаловська свита.
У складі родовища виділяються два куполи – Західний та Східний.
Для нижніх поверхів родовища характерні численні поклади, так, станом на середину 2010-х в пластах БУ8, БУ10-БУ11 розробляли 19 газоконденсатних покладів.
Станом на початок 2017 року початкові видобувні запаси вільного газу Північно-Уренгойського родовища оцінювались за російськими категоріями А+В+С1 як 900 млрд м3. 

## Розробка
В 1987 почали розробку запасів сеноману, для чого ввели в дію установку комплексної підготовки газу УКПГ-15, яка продовжувала витягнуту з півдня на північ лінію установок унікального Уренгойського родовища.
Розробку нижньокрейдових покладів організували пізніше через компанію «Нортгаз» (з 2013-го належить на паритетних засадах «Новатеку» та «Газпромнафті»). В 2001-му «Нортгаз» ввів у дію УКПГ-1, розташовану на Західному куполі за півдесятка кілометрів на схід від УКПГ-15. В 2013-му стала до ладу УКПГ-2, яка працює з продукцією покладів Східного купола та розташована за два з половиною десятки кілометрів на схід від УКПГ-1.
Видача продукції відбувається по газопроводам УКПГ-15 – Ямбург та УКПГ-15 – Уренгой. Видачу конденсату організували до конденсатопроводу Ямбург – Уренгой, а в подальшому облаштували перемичку до конденсатопроводу Юрхарівське – Пуровський ЗПК, який «Новатек» запустив в 2010-му для обслуговування своїх активів (можливо відзначити, що по системі Юрхарівське – Пуровський ЗПК транспортується деетанізований конденсат, при цьому в 2014-му на УКПГ-1 ввели в дію установку деетанізації).
Станом на початок 2017-го з родовища вилучили 420 млрд м3 газу, при цьому станом на початок 2015-го «Нортгаз» видобув 56 млрд м3 газу (та 6,3 млн тон конденсату).